# Federazione cestistica delle Samoa Americane
La Federazione cestistica delle Samoa Americane è l'ente che controlla e organizza la pallacanestro nelle Samoa Americane.
La federazione controlla inoltre la nazionale di pallacanestro delle Samoa Americane. Ha sede ad Pago Pago e l'attuale presidente è Ken Tupua.
È affiliata alla FIBA dal 1976 e organizza il campionato di pallacanestro delle Samoa Americane.